# Olympia Fulvia Morata
Olympia Fulvia Morata, född 1526, död 26 oktober 1555, var en italiensk författare, poet, antikvetare och forskare.
Morata vistades vid hovet i Ferrara, där hon höll föreläsningar över klassiska och filosofiska ämnen. Sedan hon gift sig med en tysk läkare Andreas Grunthler, flyttade hon över till Tyskland och dog i Heidelberg. Morata verkade för reformationens spridande i Italien.

## Biografi
Olympia Fulvia Morata, var en av reformationstidens lärdaste kvinnor, född 1526 i Ferrara, död 26 oktober 1555 i Heidelberg. Hon var dotter till filologen Fulvio Pellegrino Morato (död 1547). Hon utövade redan vid 15 års ålder författarskap, höll föredrag på latin och kunde på grekisk vers korrespondera med sin faders lärda vänner. Till hennes tidiga utveckling bidrog, att hon fick vistas vid det lysande hovet i Ferrara som sällskap åt furstinnan Renatas dotter Anna. Men inte blott humanismen, utan även protestantismen gjorde mäktigt intryck på Olympias sinne, och efter faderns död blev hon protestant samt gifte sig 1550 med läkaren Andreas Grundler och följde med honom till hans födelsestad, Schweinfurt. Vid denna stads plundring (1553) kunde de bägge makarna med knapp nöd rädda sig genom att fly. De därvid utståndna lidandena åsamkade Olympia en sjukdom, som i Heidelberg, där hennes man blivit utnämnd till professor, ändade hennes liv. Hennes skrifter utgavs första gången 1558 i Basel av Curio under titeln Olympiæ Fulviæ Moratæ, mulieris omnium eruditissimæ, latina et græca, quæ haberi potuerunt, monumenta.